# Кечмания 34
Кечмания 34 е 34-тиян подред Кечмания кеч pay-per-view турнир и WWE Network събитие, продуцирано от WWE, създадено от WWE за техните шоута Първична сила и Разбиване. Той се провежда в Мерцедес-Бенц Супердоум в Ню Орлиънс, Луизиана на 8 април 2018 г.
Картата включваше четиринадесет мача, включително три в предварителното шоу на Кикоф. В главния мач Брок Леснар запази Универсалната титла срещу Роман Рейнс. В друг мач от главните мачове Ей Джей Стайлс запази Титлата на Федерацията срещу Шинске Накамура. В други мачове Ронда Раузи направи своя дебют в WWE а Даниел Брайън се завърна на ринга след близо три години отсътвие. Ронда Раузи беше в отбор с Кърт Енгъл за да победят Трите Хикса и Стефани Макмеън в смесен отборен мач, докато Даниел Брайън се обедини с Шейн Макмеън, за да победят Кевин Оуенс и Сами Зейн. Също така, Гробаря победи Джон Сина в импровизиран мач.
Шарлот Светкавицата запази Титлата при жените на Разбиване срещу победителката от Кралско меле жени за 2018 г., с което сложи край на непобедимата серия на Аска.
10-годишен (син на съдията Джон Конус) стана най-млядият шампион в историята на WWE, когато Броун Строуман започна да си търси съотборник от публиката и реши да Николас за да победят Сезаро и Шеймъс за Отборните титли на Първична сила. Това беше и първият път, когато Отборните титли на Разбиване бяха защитени на КечМания.
КечМания 34 получи смесени до положителни отзиви от фенове и критици, като мачовете за световните титли бяха обект на критика.
Главният мач между Леснар и Рейнс получи остри критики и бе определено от някои като един от най-лошите главни мачове в историята на КечМания.
Въпреки това, други аспекти за шоуто, като завръщането на Даниел Брайън, Интерконтиненталната, и Титла при жените на Разбиване мачовете, и дебютното представяне на Ронда Раузи, бяха широко оценени.

## Продукция

### Заден план
КечМания се счита за водещото събитие на WWE, като за първи път се провежда през 1985 г. Това е най-продължителното професионално състезание по борба в историята и се провежда всяка година между средата на март и април.
Това беше първата от първоначалните четери заплащания на WWE която включва Кралски грохот, Лятно тръшване и Сървайвър Сериите, наречени „Голямата четворка“. Описан е като Супер Купа на спортните развлечяния. В шоуто участваха кечести от шоутата Първична сила и Разбиване.

### Сюжетни линии
Събитието включва мачове, получени от сценични сюжети и имат резултати, предварително решени от WWE и марките Първична сила и Разбиване.
Кечмания включва кеч мачове с участието на различни борци от вече съществуващи сценични вражди и сюжетни линии, които изиграват в Първична сила и Разбиване. Борците са добри или лоши, тъй като те следват поредица от събития, които са изградили напрежение и кулминират в мач или серия от мачове.

#### Мачове за световни титли
Брок Леснар победи Голдбълг на Кечмания 33 за да спечели Универсалната титла, той рядко защитаваше титлата, което често беше критикувано, особено от Роман Рейнс. Тъй като победителят от Кралско меле избра световната титла на Разбиване, претендентът на Леснар за КечМания 34 беше определен чрез мача Елиминационната клетка, който беше спечелен от Рейнс. Двамата преди това също се биха на Кечмания 31 за Световната титла на Федерацията на Леснар (сега Титлата на Федерацията), но без решаващ победител, тъй като Сет Ролинс кешна своя договор в куфарчето и тушира Рейнс. Въпреки че беше рекламиран, Леснар не се появи на няколко епизода на Първична сила. Рейнс многократно критикува Леснар. Също така постави под въпрос председателя/главен изпълнителен директор на WWE Винс Макмеън, поради което Рейнс беше временно отсранен. Но Рейнс въпреки това се появи в Първична сила, за да се изправи срещу Леснар, той беше арестуван от американските маршали. Сложиха му белезници на Рейнс но Рейнс нападна маршалите, но след това беше нападнат от Леснар.
След това Хейман заяви, че ако Леснар загуби, те няма да подпишат отново с WWE. Техният мач беше обявен като главен мач, което ще бъде първият мач за Универсалнота титла за главен мач на КечМания.
На Крарски грохот, Шинске Накамура от Разбиване спечели мача Кралско меле при мъжете, спечелвайки си право на мач за световна титла по негов избор на КечМания 34. Накамура избра Шампиона на Федерацията Ей Джей Стайлс. На Бързата лента Стайлс запази Титлата на Федерацията в шесторно предизвикателство, като по този начин затвърди мача Стайлс-Накамура на КечМания.
Двамата изразиха уважение един към друг, но Стайлс предупреди Накамура да не го приема лекомислено този път, повдигайки предишната им среща в Нова Япония за борба, където Накамура победи Стайлс.

## Резултати
| №                                                                                     | Резултати | Правила                                                              | Време |
| ------------------------------------------------------------------------------------- | --- | -------------------------------------------------------------------- | ----- |
| 1П                                                                                    | Мат Харди спечели чрез последно елиминирайки Барон Корбин                                                                              | 30-мъже за Трофея в памет на Андре Гиганта Кралска Битка             | 15:45 |
| 2П                                                                                    | Седрик Алекзандър победи Мустафа Али                                                                                                   | Финал на турнира за свободната Титло в полутежка категория           | 12:20 |
| 3П                                                                                    | Наоми спечели чрез последно елиминирайки Бейли                                                                                         | 20-жени КечМания Женска Кралска Битка                                | 9:50  |
| 4                                                                                     | Сет Ролинс победи Миз (ш) и Фин Балор                                                                                                  | Тройна заплаха мач за Интерконтиненталната титла                     | 15:30 |
| 5                                                                                     | Шарлот Светкавицата победи Аска чрез предаване                                                                                         | Индивидуален мач за Титлата при жените на Разбиване                  | 13:05 |
| 6                                                                                     | Джиндър Махал (с Сунил Синг) победи Ренди Ортън (ш), Боби Рууд и Русев (с Ейдън Инглиш)                                                | Фатална четворка мач за Титлата на Съединените щати                  | 8:15  |
| 7                                                                                     | Кърт Енгъл и Ронда Раузи победиха Трите Хикса и Стефани Макмеън чрез предаване                                                         | Смесен отборен мач                                                   | 20:40 |
| 8                                                                                     | Блуджън Братята (Харпър и Роуън) победиха Братя Усо (Джей Усо и Джими Усо (ш) и Новия ден (Големия И и Кофи Кингстън) (с Ксавиер Уудс) | Тройна заплаха отборен мач за Отборните титли на Разбиване           | 5:50  |
| 9                                                                                     | Гробаря победи Джон Сина | Индивидуален мач                                                     | 2:45  |
| 10                                                                                    | Даниел Брайън и Шейн Макмеън победиха Кевин Оуенс и Сами Зейн чрез предаване                                                           | Отборен мач Ако Оуенс и Зейн спечелиха, щяха да останат в Разбиване. | 15:25 |
| 11                                                                                    | Ная Джакс победи Алекса Блис (ш) (с Мики Джеймс)                                                                                       | Индивидуален мач за Титлата при жените на Първична сила              | 10:15 |
| 12                                                                                    | Ей Джей Стайлс (ш) победи Шинске Накамура                                                                                              | Индивидуален мач за Титлата на Федерацията                           | 20:20 |
| 13                                                                                    | Браун Строуман и Николас победиха Сезаро и Шеймъс (ш)                                                                                  | Отборен мач за Отборните титли на Първична сила                      | 4:00  |
| - (ш) – указва шампиона/шампионите в мача - П – показва, че мача се случи преди шоуто | |                                                                      |       |